# Голенищевы
Голени́щевы — древний дворянский род.
Род внесён в Бархатную книгу.
В Гербовник внесены две фамилии Голенищевых:
1. Голенищевы-Кутузовы, потомки выехавшего (1252-1263) «из Прус»[2] Гавриила, родоначальника Кутузовых, один из потомков которого, Василий Ананьевич Кутузов, имел прозвание Голенище (Герб. Часть II № 31).
2. Голенищевы, потомство Филиппа Федоровича Голенищева, бывшего дьяком в судной избе (1598)     (Герб. Часть VIII. № 119)[3].

В Родословной книге из собрания князя М.А. Оболенского записано, что род Голенищевых происходит из рода Кутузовых. Родоначальником Голенищевых, которые позже объединили фамилии и стали писаться Голенищевы-Кутузовы, является Василий Ананьевич по прозванию Голенище, который был Новгородским посадником (1471).
Потомство Филиппа Фёдоровича Голенищева, бывшего дьяком в судной избе (1598), воеводой в Тобольске (1606-1607), является ветвью рода от Василия Ананьевича.  Сын Филиппа Федоровича, Анфиноген Филиппович погиб (15.07.1611) в сражении со шведами под Новгородом. Голенищевы владели поместьями в Рославльском, Звенигородском и Зубцовском уездах..
В числе утверждённых Герольдией в древнем дворянстве имеется ветвь — потомство Тимофея Пантелеевича, жалованного (1683) «за многие службы» поместьем в Брянском уезде. Потомство его записано в VI часть родословных книг Курской, Екатеринославской и Харьковской губерний Российской империи.

## История рода
Ушатой-Константин Васильевич, Иван Иванович, Иван Степанович, Василий Васильевич и Михаил Матвеевич служили по Торопцу, зачислены в состав московского дворянства (1550). Ратай Иванович поручился по князю Воротынскому (1566). Пять представителей рода владели имениями в Рославльском уезде (1584). Матвей Голенищев владел поместьем в Медынском уезде (1586). Борис и Семён Иванович владели поместьями в Звенигородском уезде (1592).
Пётр, Павел, Иван и Пантелей получили грамоту Сигизмунда III на поместья в Рославльском уезде (1610). Фёдору и Митрофану Ивановичам за сеунч дано государево жалование (1614). Матвей Васильевич вёрстан новичным окладом по Рославлю (1628).
Одиннадцать Голенищевых владели имениями (1699).

## Описание герба
Щит разделен двумя диагональными от верхних углов к середине и одной перпендикулярной к подошве щита чертами; в верхней части, в золотом поле, виден до половины чёрный одноглавый oрёл с распростёртыми крыльями; в правом красном поле горизонтально означена серебряная зубчатая стена и чрез неё шпага, а в левом голубом поле серебряный лук и стрела, обращенная острием вверх (польский герб Лук).
На щите дворянский коронованный шлем. Нашлемник: до половины лев с мечом. Намёт на щите золотой, подложенный голубым.

## Известные представители
- Голенищев Дмитрий Степанович — стольник патриарха Филарета (до 1629), стряпчий (1629-1640), московский дворянин (1658-1668).
- Голенищев Иван Федорович — патриарший стольник (1629), стольник (1636).
- Голенищев Юрий Степанович — стряпчий (1629-1640), московский дворянин (1658).
- Голенищев Степан Семёнович — объезжий голова в Москве (1626),  воевода в Боровске (1629), Пошехонье (1636-1637).
- Голенищев Фёдор Иванович — воевода в Валуйках (1641).
- Голенищев Михаил Степанович — воевода в Перми (1662-1663).
- Голенищев Василий — воевода в Твери (1664-1665).
- Голенищев Пётр — невьянский приказчик (1670).
- Голенищев Иван (большой) Федорович — стольник (1676).
- Голенищевы: Федор и Исаак Ивановичи, Михаил и Юрий Степановичи, Петр Григорьевич, Степан Семенович, Федор Леонтьевич — московские дворяне (1640-1677)[6][8][10].